# Doris Belack
Doris Belack (New York, 26 februari 1926 – Manhattan (New York), 4 oktober 2011)
was een Amerikaans actrice.

## Biografie
Belack was een dochter van Joodse emigranten uit Rusland, en had ook een oudere zus. 
Belack begon in 1947 met acteren in de televisieserie The Borden Show. Hierna heeft zij in nog meerdere televisieseries en films gespeeld zoals Another World (1966-1967), The Doctors (1980), Tootsie (1982), Naked Gun 33⅓: The Final Insult (1994), Law & Order: Special Victims Unit (2000-2001), Law & Order (1990-2001) en Prime (2005). 
Belack is ook actief geweest in het theater, zij heeft in 1960 voor het eerst opgetreden op Broadway met het toneelstuk Semi-Detached. Hierna heeft zij nog meerdere rollen gespeeld op Broadway. 
Belack is in 1946 getrouwd, en op 31 mei 2011 overleed haar man en zij overleed zelf op 4 oktober 2011 en liggen samen begraven in een familiegraf op een begraafplaats in New York.

## Filmografie

### Films
Selectie:
- 2005 Prime – als Blanche
- 1994 Naked Gun 33⅓: The Final Insult – als dr. Roberts
- 1991 What About Bob? – als dr. Catherine Tomsky
- 1989 She-Devil – als Paula
- 1987 *batteries not included – als mrs. Thompson
- 1982 Tootsie – als Rita Marshall

### Televisieseries
Uitgezonderd eenmalige gastrollen.
- 2002 Everwood – als Ruth Hoffman – 2 afl.
- 1991 – 2001 Law & Order – als rechter Margaret Barry – 9 afl.
- 2000 – 2001 Law & Order: Special Victims Unit – als rechter Margaret Barry – 2 afl.
- 1996 Public Morals – als Gabriella Biondi – 2 afl.
- 1996-1999 Brand Spanking New! Doug – als stem - 65 afl. (animatieserie)
- 1991 – 1994 Doug – als diverse stemmen – 52 afl. (animatieserie)
- 1993 Family Album – als Lillian Lerner - 6 afl.
- 1992 Laurie Hill – als Beverly Fielder – 10 afl.
- 1982 Baker's Dozen – als kapitein Florence Baker – 6 afl.
- 1981 - 1982 The Edge of Night - las Beth Bryson - 6 afl.
- 1968 - 1977 One Life to Live  - als Anna Wolek Craig - 55 afl.
- 1964 – 1965 The Patty Duke Show – als mrs. Grey – 2 afl.

### Computerspel
- 2005 True Crime: New York City – als stem

## Theaterwerk opBroadway
- 1990 The Cemetery Club – als Doris
- 1978 Cheaters – als Monica / Grace
- 1977 The Trip Back Down – als Barbara Horvath
- 1974 Bad Habits – als Ruth Benson / Becky Hedges
- 1969 – 1971 Last of the Red Hot Lovers – als Elaine Navazio
- 1967 The Ninety Day Mistress – als Phyllis
- 1966 Nathan Weinstein, Mystic, Connecticut – als Deborah Wang
- 1963 The Heroine – als Helen Whitney
- 1960 Semi-Detached – als Simone

- Gemeinsame Normdatei: 105172712X
- International Standard Name Identifier: 0000 0000 7229 7094
- Library of Congress Control Number: no2009173666
- SNAC: w69m7s6p
- Virtual International Authority File: 101576788
- WorldCat: E39PBJwHfgtdhp68WC7JcDjXBP